# ديك جاكوبس
ديك جاكوبس (بالإنجليزية: Dick Jacobs)‏ هو موزع ومنتج أسطوانات وكاتب أغاني أمريكي، ولد في 29 مارس 1918، وتوفي في 20 مايو 1988.

## وصلات خارجية
- ديك جاكوبس على موقع IMDb (الإنجليزية)
- ديك جاكوبس على موقع ميوزك برينز (الإنجليزية)
- ديك جاكوبس على موقع ديسكوغز (الإنجليزية)